# 櫻花鉤吻鮭野生動物保護區
櫻花鉤吻鮭野生動物保護區位於臺灣雪霸國家公園內，是為了保育櫻花鉤吻鮭，依據《野生動物保育法》公告之野生動物保護區。範圍包括臺中市和平區大甲溪上游的七家灣溪及鄰近地區。

## 歷史
櫻花鉤吻鮭於1917年發現，並在1938年由台灣總督府列為天然紀念物，在1940年代以前廣布在大甲溪上游，之後棲地和數量逐漸減少。1977年，台灣省林務局將櫻花鉤吻鮭棲息地劃為國有林自然保護區。1992年雪霸國家公園成立，七家灣溪集水區被劃入國家公園範圍，交由雪霸國家公園管理處管理，但仍未能完全管制區域內的各種環境衝擊。1995年9月23日，行政院農業委員會將七家灣溪億年橋以上之集水區公告為「臺中縣武陵櫻花鉤吻鮭重要棲息環境」。1997年10月1日臺中縣政府再正式劃設「櫻花鉤吻鮭野生動物保護區」。面積達7124.7公頃，在玉里野生動物保護區於2000年成立前，為臺灣最大的野生動物保護區。
2005年，興建完成的「台灣櫻花鉤吻鮭生態中心」，為櫻花鉤吻鮭完全養殖及研究中心，並規劃展示區域對外開放。為改善並擴大鮭魚棲地，保護區內也陸續拆除或局部拆除防砂壩，並至鄰近流域放流鮭魚。至2012年，七家灣溪的族群數量約三千至四千尾，羅葉尾溪和有勝溪野放的鮭魚數已達約一千兩百尾。
2021年，臺中市政府經重新測繪，將保護區面積擴大為7245.3公頃，並在正式名稱前加入「臺灣」兩字，行政院農委會隨後亦調整野生動物重要棲息環境之範圍並更為現名。

## 外部連結
- 國家重要濕地保育計畫：七家灣濕地 （页面存档备份，存于）